# Port Allegany
Port Allegany é um distrito localizado no estado norte-americano de Pensilvânia, no Condado de McKean.

## Demografia
Segundo o censo norte-americano de 2000, a sua população era de 2355 habitantes.
Em 2006, foi estimada uma população de 2243, um decréscimo de 112 (-4.8%).

## Geografia
De acordo com o United States Census Bureau tem uma área de
4,7 km², dos quais 4,7 km² cobertos por terra e 0,0 km² cobertos por água. Port Allegany localiza-se a aproximadamente 452 m acima do nível do mar.

## Localidades na vizinhança
O diagrama seguinte representa as localidades num raio de 28 km ao redor de Port Allegany.